# Turda de Busuanga
Turda es un barrio rural  del municipio filipino de primera categoría de Corón perteneciente a la provincia  de Paragua en Mimaro,  Región IV-B.

## Geografía
Este barrio  se encuentra en  la Isla Busuanga la más grande del Grupo Calamian, donde se encuentra su ayuntamiento. Situado a medio camino entre las islas de Mindoro (San José) y de Paragua (Puerto Princesa),  el Mar de la China Meridional a poniente y el mar de Joló a levante. Al sur de la isla están las otras dos islas principales del Grupo Calamian: Culión y  Corón, que da nombre al municipio.
Su término  linda al norte con el estrecho de Mindoro,  bahía de Minangas; al sur con el barrio de  Borac; al este con la mar frente a las islas que forman el barrio de Tara; y al oeste con los barrios de San Nicolás y de  Buenavista.
Forman parte de esta barrio  las islas de Dibalacao y de Dimilán, así como los sitios de Bayang, Mulaong, Lungaong  y Turda.

### Demografía
El barrio  de Turda contaba  en mayo de 2010 con una población de 2.314 habitantes.

## Patrimonio
Iglesia parroquial  católica bajo la advocación de San José Freinademetz, misionero en la China.
Forma parte del Distrito 5 de  la Vicaría Apostólica de Taytay sufragánea  de la Arquidiócesis de Lipá.